# 马丁娜·巴蒂尼
马丁娜·巴蒂尼（義大利語：Martina Batini，1989年4月17日—），意大利击剑运动员。她曾代表意大利参加2020年夏季奥林匹克运动会击剑比赛，结果获得女子团体花剑项目的铜牌。